# Oslac d'York
Pour les articles homonymes, voir Oslac.
Oslac d'York est ealdorman d'York à la fin du Xe siècle.
Les sources concernant Oslac sont très parcellaires, et il est difficile de retracer ses origines et sa carrière. Le roi Edgar l'installe entre 963 et 966 comme gouverneur de la moitié sud de l'ancien royaume de Northumbrie, autour de la ville d'York. Il est probablement le premier à porter le titre d'ealdorman d'York. Après la mort d'Edgar, Oslac est déclaré hors-la-loi et banni d'Angleterre. Son sort ultérieur est inconnu.

## Origines
Les origines d'Oslac sont peu connues, et les sources disponibles ne permettent pas de le relier de façon certaine aux précédents souverains de Northumbrie. D'après certains historiens, son nom indiquerait une origine viking : Susan Whitelock souligne ainsi que le nom Oslac constitue souvent une anglicisation du vieux norrois Áslákr. Les auteurs de l'article sur Oslac dans le Biographical Dictionary of Dark Age Britain pensent en revanche que le nom Oslac provient du Danelaw. Le fait que son fils Thored détient des terres dans le Cambridgeshire tendrait à favoriser cette hypothèse,.
Il est également possible que le nom Oslac soit purement anglais. L'élément Os-, que l'on retrouve dans le nom d'Osulf de Bamburgh, pourrait indiquer un lien de parenté avec les seigneurs de Bamburgh, dans le nord de la Northumbrie.

## Accession au pouvoir

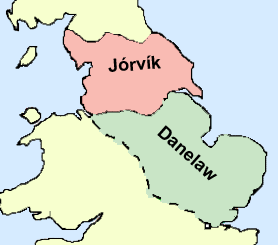
La zone en rose indiquant Jorvik (c'est-à-dire York) pourrait correspondre approximativement au territoire d'Oslac.

La Chronique anglo-saxonne rapporte qu'en l'an 966, Thored, fils de Gunnar, attaque le Westmorland et qu'Oslac « s'empare de l'ealdormannerie ». Pour certains historiens, cela signifie qu'Oslac devient alors « ealdorman souverain de toute la Northumbrie, y compris du territoire des high reeves de Bamburgh ».
Oslac apparaît comme témoin sur des chartes dès 963, ce qui signifie peut-être qu'il était déjà ealdorman à cette date, après la mort ou la disgrâce de son prédécesseur Osulf ,. Cependant, certaines de ces chartes sont problématiques, car elles ne sont recensées que dans des cartulaires ultérieurs. Il n'est donc pas exclu que leur transmission se soit accompagnée d'interférences. D'autre part, il existe une charte datée de 966 qui atteste d'un prêt fait par le dux Thored. Oslac y figure en tant que minister, c'est-à-dire thegn, ce qui impliquerait qu'il n'est pas devenu ealdorman avant cette date.

## Division de la Northumbrie
D'après le De primo Saxonum adventu, une chronique du XIe ou XIIe siècle compilée à partir de sources antérieures, la Northumbrie est divisée en deux après la mort d'Osulf : Eadwulf Evilcild reçoit les terres qui s'étendent du Firth of Forth jusqu'au fleuve Tees, tandis qu'Oslac reçoit les terres comprises entre l'estuaire de l'Humber et le Tees,.
D'après Jean de Wallingford (en), cette division est décidée par le roi Edgar au cours d'un concile à York, afin que l'ensemble de la région ne puisse passer sous la domination d'un seul homme. L'Historia regum affirme que cette division n'intervient pas à l'époque d'Oslac, mais à celle d'Osulf, et que la ligne de démarcation se situe non pas sur le Tees, mais sur la Tyne. L'historienne Dorothy Whitelock considère que cette affirmation est apocryphe.

## Carrière
Oslac apparaît fréquemment comme signataire des chartes du roi Edgar en tant que témoin. Il bénéficie probablement de la confiance du roi.
D'après le De primo Saxonum adventu, Oslac fait partie, avec Eadwulf de Bamburgh et l'évêque de Chester-le Street Ælfsige, de l'escorte qui accompagne le roi écossais Kenneth II lors de sa visite à Edgar dans le Wessex. Kenneth lui rend hommage et reçoit en échange le Lothian. Si cet événement a bien eu lieu, il s'est nécessairement produit entre 968, année où Ælfsige devient évêque, et 975, année de la mort d'Edgar. L'historien Richard Fletcher avance la date de 973.
L'historien G. W. S. Barrow estime que cette rencontre marque le début de la mainmise écossaise sur les terres entre Tweed et Forth (ce qu'il considère comme « le Lothian »). Un autre historien, Alex Woolf, pense en revanche que la mention du Lothian dans ce texte pourrait être une invention tardive, conçue afin de prouver que les rois d'Écosse devaient rendre hommage à leurs homologues anglais pour leurs possessions dans le Lothian.

## Chute et succession
En 975, peu de temps après la mort du roi Edgar, Oslac est banni d'Angleterre. La Chronique anglo-saxonne ne donne aucune raison pour cette expulsion. Le manuscrit C de la Chronique décrit ainsi les événements :

« Le vaillant Oslac fut chassé du pays, par-delà les vagues agitées où se baignent les fous de Bassan, où les eaux sont tumultueuses, et où vit la baleine ; c'était un homme aux cheveux gris, sage et habile de ses paroles ; il fut dépouillé de ses terres. »

Richard Fletcher propose d'expliquer la disgrâce d'Oslac par son opposition à l'avènement d'Édouard le Martyr, le fils d'Edgar.
Le Liber Eliensis donne à Oslac un fils nommé Thorth, c'est-à-dire Thored,. Il se trouve que l'ealdorman qui lui succède s'appelle effectivement Thored, mais il n'est pas certain qu'il s'agisse de son fils. Les historiens considèrent généralement que l'ealdorman Thored est plutôt le « fils de Gunnar » mentionné dans l'entrée pour 966 de la Chronique anglo-saxonne,,, sans toutefois que cette interprétation fasse l'unanimité.
D'après la Gesta Herewardi, l'arrière-petite-fille d'Oslac, Aedeva (Edith), est la mère d'Hereward.